# Friedensakademie Rheinland-Pfalz
Die Friedensakademie Rheinland-Pfalz – Akademie für Krisenprävention und Zivile Konfliktbearbeitung (Friedensakademie RLP) ist seit Januar 2019 eine zentrale Einrichtung der Rheinland-Pfälzischen Technischen Universität (früher Universität Koblenz-Landau) mit Sitz im Frank-Loebsches Haus. Sie ist eine der jüngsten friedenswissenschaftlichen Einrichtungen in Deutschland. Ihre Schwerpunkte sind Umwelt- und Ressourcenkonflikte, Krisenprävention und zivile Konfliktbearbeitung und die Friedenspädagogik. Die Friedensakademie RLP betreibt Forschung in bzw. über ca. ein Dutzend Länder weltweit und lokal in Rheinland-Pfalz.

## Entstehung der Friedensakademie
Die Idee zur Gründung geht auf eine Initiative der rheinland-pfälzischen Landesregierung aus dem Jahr 2011 zurück. Demnach sollten friedenspolitische Aktivitäten im Land unterstützt und zivile und präventive Strategien des Konflikt- und Krisenmanagements gestärkt werden. Die Gründung war politisch zunächst stark umstritten und fand eine starke mediale Aufmerksamkeit. Doch der rheinland-pfälzische Landtag stellte schließlich für die Haushaltsjahre 2012–2015 entsprechende finanzielle Mittel bereit. Im November 2013 kam es zur Gründung des Trägervereins „Friedensakademie Rheinland-Pfalz – Akademie für Krisenprävention und Zivile Konfliktbearbeitung“ am 12. November 2013. Dieser setzte sich für die Gründung einer rheinland-pfälzischen Friedensakademie ein. Im April 2014 beschlossen der Trägerverein, der Senat und der Hochschulrat der Universität Koblenz-Landau die Akademie als „besondere wissenschaftliche Einrichtung“ an der Universität zu verankern. Das ebnete den Weg für die Einstellung des wissenschaftlichen und nichtwissenschaftlichen Personals der Friedensakademie RLP.  Zum 1. September 2014, dem Antikriegstag, nahmen die Mitarbeiter unter dem ersten Geschäftsführer Sascha Werthes ihre Arbeit auf.
Träger und Unterstützer der Friedensakademie RLP ist ein Ende 2013 gegründeter gemeinnütziger Verein. Von 2013 bis 2020 war Ulrich Sarcinelli Vorsitzender des Trägervereins der Friedensakademie Rheinland-Pfalz e. V. Er hat maßgeblich den Aufbau der Friedensakademie RLP als vollwertige Einrichtung der Universität Koblenz-Landau vorangetrieben. Zu den weiteren Gründungs- und Vorstandsmitgliedern des Trägervereins gehören u. a. Dieter Schiffmann, Friedel Grützmacher (Givat Haviva), Roland Vogt, Christoph Picker (Evangelische Akademie der Pfalz) und Florian Pfeil (Weiterbildungszentrum Ingelheim (WBZ), Fridtjof-Nansen-Akademie) sowie Melanie Steffens. Im Januar 2019 wurde die Friedensakademie RLP als zentrale Einrichtung (§ 90 HochSchG) voll in die Universität Koblenz-Landau integriert. Mit der Vollintegration in die Universität Koblenz-Landau am Campus Landau hat der Trägerverein sein Hauptanliegen erreicht, nämlich die Arbeit der Friedensakademie RLP in institutioneller, personeller und finanzieller Hinsicht langfristig zu sichern. Daher wurde im selben Jahr aus dem „Trägerverein“ durch Satzungsänderung der „Verein der Freunde und Förderer“. Im November 2020 übernahm Christian Sterzing den Vorsitz dieses Vereins. Im Dezember 2020 berief die Hochschulleitung zusätzlich einen „Beirat der Friedensakademie“, deren Vorsitzende Melanie Müller von der Stiftung Wissenschaft und Politik in Berlin ist.

## Konzept der Friedensakademie
Die Friedensakademie RLP verfolgt das Ziel, bewährte Strategien der Krisenprävention und der zivilen Konfliktbearbeitung zu stärken und weiterzuentwickeln. Die Mitarbeitenden forschen und entwickeln Qualifizierungs- und Weiterbildungsangebote zu friedenwissenschaftlichen und -pädagogischen Themen. Sie fördert den Austausch zwischen akademischer Forschung und zivilgesellschaftlichen Akteure.
Dementsprechend besteht das Konzept der Friedensakademie RLP zur Umsetzung des Leitmotivs „Engagement fördern – Frieden gestalten“ aus Forschung, Trainings-, Beratungs- und Lehrangeboten sowie Öffentlichkeitsarbeit und Vernetzungsaktivitäten.
Die Ergebnisse ihrer Arbeit verbreiten die Forscher durch aktive Öffentlichkeitsarbeit. So informiert die Friedensakademie über aktuelle Entwicklungen der Friedens- und Konfliktforschung und thematisiert gesellschaftliche Herausforderungen. Vernetzung und Kooperation sind zentrale Elemente der Friedensakademie. Gemeinsam mit zahlreichen regionalen, nationalen und internationalen Partner führt die Friedensakademie Forschungsprojekte durch, wirbt Drittmittel ein, organisiert Veranstaltungen und bringt sich in friedenswissenschaftliche und friedenspolitische Netzwerke ein. Die Akademie versteht sich auch als Dialogforum für unterschiedliche Akteure.

## Arbeitsschwerpunkte der Friedensakademie
Wie der Name ‚Akademie‘ impliziert, ist die Friedensakademie RLP keine reine Forschungseinrichtung. Die Arbeit der Friedensakademie geht über rein forschende Tätigkeiten hinaus.
- Forum und Vernetzung: Die Friedensakademie RLP hat es sich zur Aufgabe gemacht, zwischen Wissenschaftlern und Praktikern verschiedener friedenswissenschaftlicher und friedenspolitischer Organisationen und Initiativen zu vermitteln. Durch die Organisation von Workshops und Symposien aus den Themenfeldern der Krisenprävention und der zivilen Konfliktbearbeitung unterstützt die Friedensakademie RLP die Vernetzung von verschiedenen Akteuren in diesen Handlungsfeldern. Seit der Vollintegration in die Universität Koblenz-Landau hat die Friedensakademie RLP Kooperationen mit dem Schwerpunkt Menschenrechtsbildung und dem Schwerpunkt Rhetorik fortgesetzt. Zudem ist die Friedensakademie RLP in zahlreiche Kooperationen mit Schulen und anderen (Bildungs-)Einrichtungen in der Stadt Landau eingebunden. Durch die Vortragsreihe „Landau Peace Lectures“ ist die Friedensakademie auch im Landauer Veranstaltungskalender präsent. Gemeinsam initiierten die Friedensakademie RLP, Givat Haviva und die Universität Haifa mit renommierten Partnerinstitutionen aus Nordirland, Nordmazedonien und Belgien ein umfassendes und nachhaltiges Fünfjahresprogramm: „Shared Society – Developing the next-generation of shared society theory and practices“,[10] um voneinander zu lernen und Handlungsempfehlungen zur Entstehung einer „Shared Society“ – einer verbundenen Gesellschaft – zu entwickeln. Das Projekt bringt gleichermaßen Wissenschaftler und Praktiker zusammen, die ihre Arbeit in Länderteams und in der gemeinsamen internationalen Learning Community vorantreiben[10]. Die aktive Vernetzung ermöglicht es der Friedensakademie, ein Forum zu schaffen, in dem wichtige Themen und neue Perspektiven der Friedens- und Konfliktforschung diskutiert werden können[1].
- Forschung: Umwelt- und Ressourcenkonflikte, Krisenprävention und zivile Konfliktbearbeitung sowie Friedenspädagogik sind die Forschungsschwerpunkte der Friedensakademie RLP. Im Forschungsbereich Umwelt- und Ressourcenkonflikte versuchen die Mitarbeiter zu verstehen, wie sich Umweltveränderungen wie Dürren und Überflutungen auf wichtige Ressourcen auswirken und wie Ressourcenverknappung oder Ressourcenwohlstand gesellschaftliche Konflikte schüren[11]. Aktuell hat die Friedensakademie RLP Projekte zu Ressourcenkonflikten in Liberia und Sierra Leone und dem Environmental Peace Building.[11] Ziel des zweiten Forschungsschwerpunktes ist die Stärkung von Krisenprävention und ziviler Konfliktbearbeitung. In einer zunehmend konflikthaften Welt mit komplexen Akteurs- und Beziehungskonstellationen steigen die Anforderungen an Krisenprävention und zivile Konfliktbearbeitung. Hier forscht die Friedensakademie besonders zu den Chancen und Herausforderungen der humanitären Hilfe[12]. Friedenspädagogik beschäftigt sich mit der pädagogischen Anregung und Begleitung individueller und gesellschaftlicher Reflexionsprozesse. Darunter fallen die Forschungen zu Erinnerungsorten und Demokratiegeschichte, aber auch das Projekt Shared Society[13].
- Öffentlichkeitsarbeit: Die Friedensakademie RLP greift immer wieder aktuelle gesellschaftspolitisch wichtige „Friedens-“Themen durch die Organisation von und Beteiligung an öffentlichen Veranstaltungen auf. Sie ist hierbei weltweit, jedoch schwerpunktmäßig in Rheinland-Pfalz aktiv. So lädt sie beispielsweise seit 2015 regelmäßig zu den Landau Peace Lectures ein.[14] Auch Filmvorführungen organisiert die Friedensakademie RLP[1]. Die Vorträge der von der Friedensakademie RLP organisierten Landau Peace Lectures stehen auf YouTube zur Verfügung. Neben verschiedenen Social-Media-Accounts betreibt die Friedensakademie RLP einen Blog, der Forschungs- und Praxisbeiträge zu Themen der zivilen Konfliktbearbeitung und Krisenprävention verbindet[1][15]. Seit Juli 2020 produziert die Friedensakademie RLP den Podcast „Fokus Frieden“.[16]

## Publikationen
Die Mitarbeiter publizieren regelmäßig Forschungsergebnisse und präsentieren diese auf internationalen Fachkonferenzen. Auch ist die Friedensakademie RLP Veranstalterin von internationalen und nationalen Fachtagungen und öffentlichen Veranstaltungen. Regelmäßig erscheinen Beiträge auf dem von der Friedensakademie RLP betreuten Akademie-Blog. Die Geschäftsführerin Charlotte Dany gibt die Zeitschrift Die Friedens-Warte mit heraus.

## Sonstiges
Durch die Unterstützung lokaler und regionaler Stifter konnte zum Wintersemester 2015/16 eine Stiftungs-Juniorprofessur für Landnutzungskonflikte an der Universität Koblenz-Landau, Campus Landau, eingerichtet werden. Diese hat Janpeter Schilling inne, der 2018–2019 kommissarischer Geschäftsführer der Friedensakademie war. Am 1. Mai 2019 wurde Charlotte Dany Geschäftsführerin der Friedensakademie und Schilling wissenschaftlicher Leiter.